# Lőportárdűlő
Lőportárdűlő (/ˈløːpoɾtaːɾdyːløː/) est un ancien quartier situé dans le 13e arrondissement de Budapest à proximité du quartier d'Angyalföld.